# Laccophilus conjunctus
Laccophilus conjunctus är en skalbaggsart som beskrevs av Guignot 1950. Laccophilus conjunctus ingår i släktet Laccophilus och familjen dykare. Inga underarter finns listade i Catalogue of Life.